# Neobisium ligusticum
Neobisium ligusticum är en spindeldjursart som först beskrevs av Giuliano Callaini 1981.  Neobisium ligusticum ingår i släktet Neobisium och familjen helplåtklokrypare. Inga underarter finns listade i Catalogue of Life.